# Reel People (pel·lícula)
Reel People és una pel·lícula pornogràfica de 1984 dirigida per Anthony Spinelli. Va ser una pel·lícula d'seminal, ja que va ser la primera pel·lícula important que va incloure sexe entre intèrprets pornogràfics professionals i aficionats, donant lloc a "Pornografia Pro-Am", que es va convertir en un gènere porno. També és un precursor del gènere reality pornogràfic. Va ser inclosa al Saló de la Fama XRCO el 2008.
Els intèrprets professionals de la pel·lícula inclouen John Leslie, Richard Pacheco, Paul Thomas i Aunt Peg.

## Repartiment
- Richard Pacheco com ell mateix
- John Leslie com ell mateix
- Paul Thomas com ell mateix
- Juliet Anderson com ella mateixa (com Juliette Anderson)
- Gail Sterling com a ella mateixa (com a Gayle Sterling)